# De Hoop (Oud-Alblas)
Korenmolen De Hoop in Oud-Alblas, in de Nederlandse gemeente Molenlanden, is een stellingmolen die in 1844 werd gebouwd ter vervanging van een eerdere standerdmolen op dezelfde plaats. Het is een ronde stenen molen, met een vlucht van 22,56 meter hebben. De molen is voorzien van twee koppels 17der kunststenen met viertaksrijnen. Tevens zijn ze voorzien van regulateurs. Ook is er een elektrisch aangedreven maalstoel met en 30 pk motor. De Hoop draait bijna dagelijks en maalt ongeveer 500 kg per week. De molen is op afspraak open (niet op woensdag, donderdag en zondag).
De landschappelijke waarde van deze molen is zeer groot. In de nabijheid van De Hoop bevinden zich nog twee molens: de Peilmolen en de Wingerdse Molen.
Het gevlucht heeft fokwieken op beide roeden van het systeem Fauel. Op de buitenroede bevinden zich automatische remkleppen, waarvan het moment van openen van tevoren met de hand moet worden ingesteld door een veer op spanning te zetten. (Er is geen spin). De binnenroede heeft steekborden. De gelaste, ijzeren roeden zijn in 2004 gemaakt door Derckx te Beegden. De binnenroede heeft het nummer 985 en de buitenroede nummer 984.
De 4,00 m lange bovenas is van de fabrikant NSBM Fyenoord te Rotterdam en gegoten in 1843. Op de zijkant van de askop staat FYEN met daaronder OORD.
De molen kan op de wind worden gezet, verkruid, met een kruiwiel en een rondgaande ketting, meestal wordt er echter elektrisch verkruid. De lange spruit is van ijzer en ligt achter het bovenwiel. Het kruiwerk bestaat uit houten rollenwagens met veertig gietijzeren rollen.
De molen wordt gevangen (geremd) met een vaste Vlaamse blokvang bestaande uit vier vangblokken. De vang wordt bediend met een wipstok, die beschilderd is met prinsjeswerk. De vangbalk heeft een kneppel. Om het bovenwiel zit een ijzeren hoep waar de vangblokken op aangrijpen.
Naast het door de molen aangedreven luiwerk is er ook een elektrisch aangedreven luiwerk.
Het spoorwiel heeft een ijzeren velg met houten kammen.
Het bovenwiel wordt bij stilstand geblokkeerd met twee stutten, die er op de stelling bij de staart uit het bovenwiel getrokken kunnen worden. Op de kruisarmen zijn kasten gemaakt voor het plaatsen van de stutten.

## Overbrengingen
Het bovenwiel heeft 68 kammen en een steek van 10 cm. De bovenschijfloop heeft 35 staven. Hierdoor draait de koningsspil 1,94 keer sneller dan de bovenas. Het spoorwiel heeft 79 kammen en een steek van 9,5 cm. De twee steenschijflopen hebben 27 staven. De overbrengingsverhouding hier is 2,92. In totaal draaien de maalstenen 5,68 keer sneller dan de bovenas.

## Fotogalerij

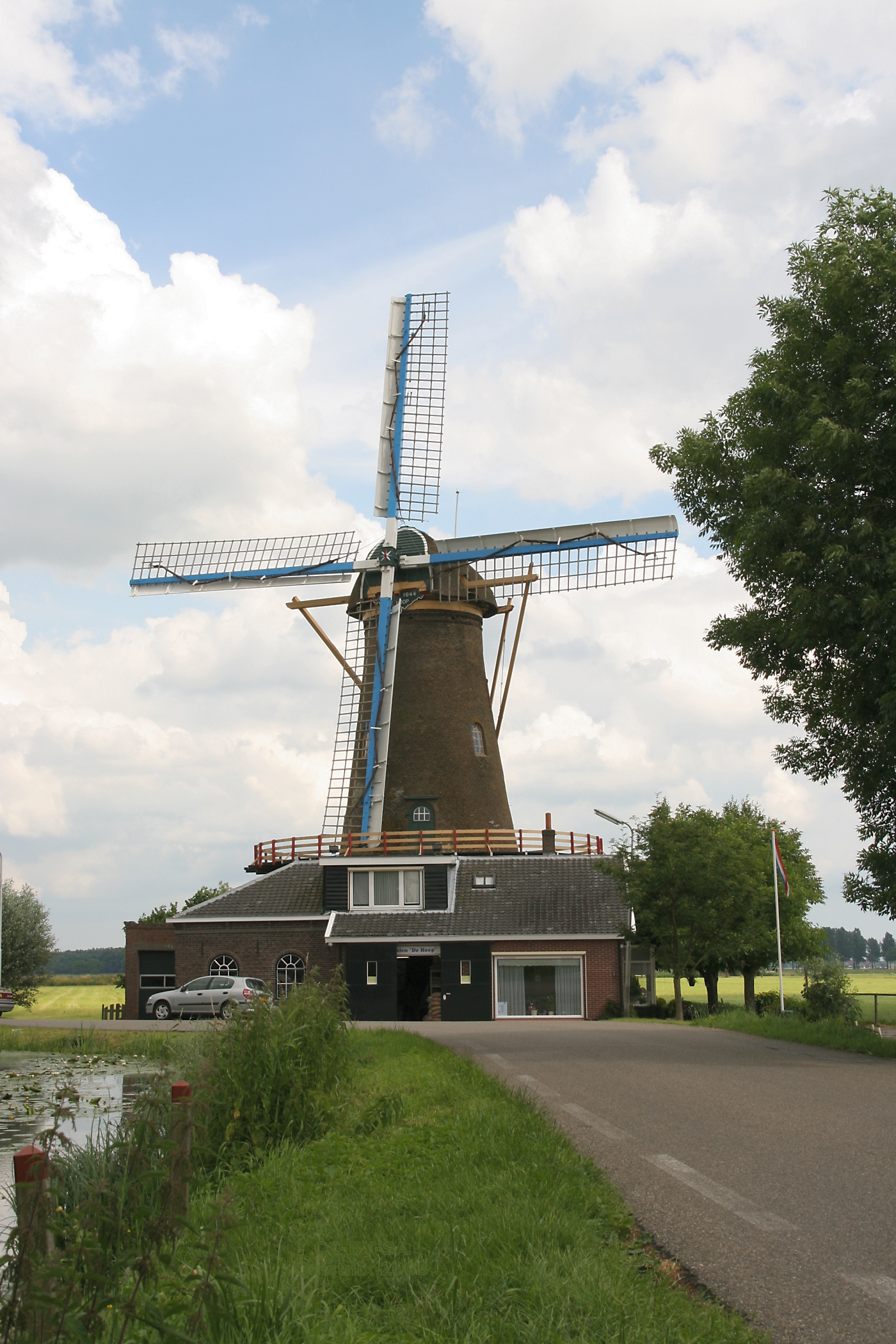
Juni 2008
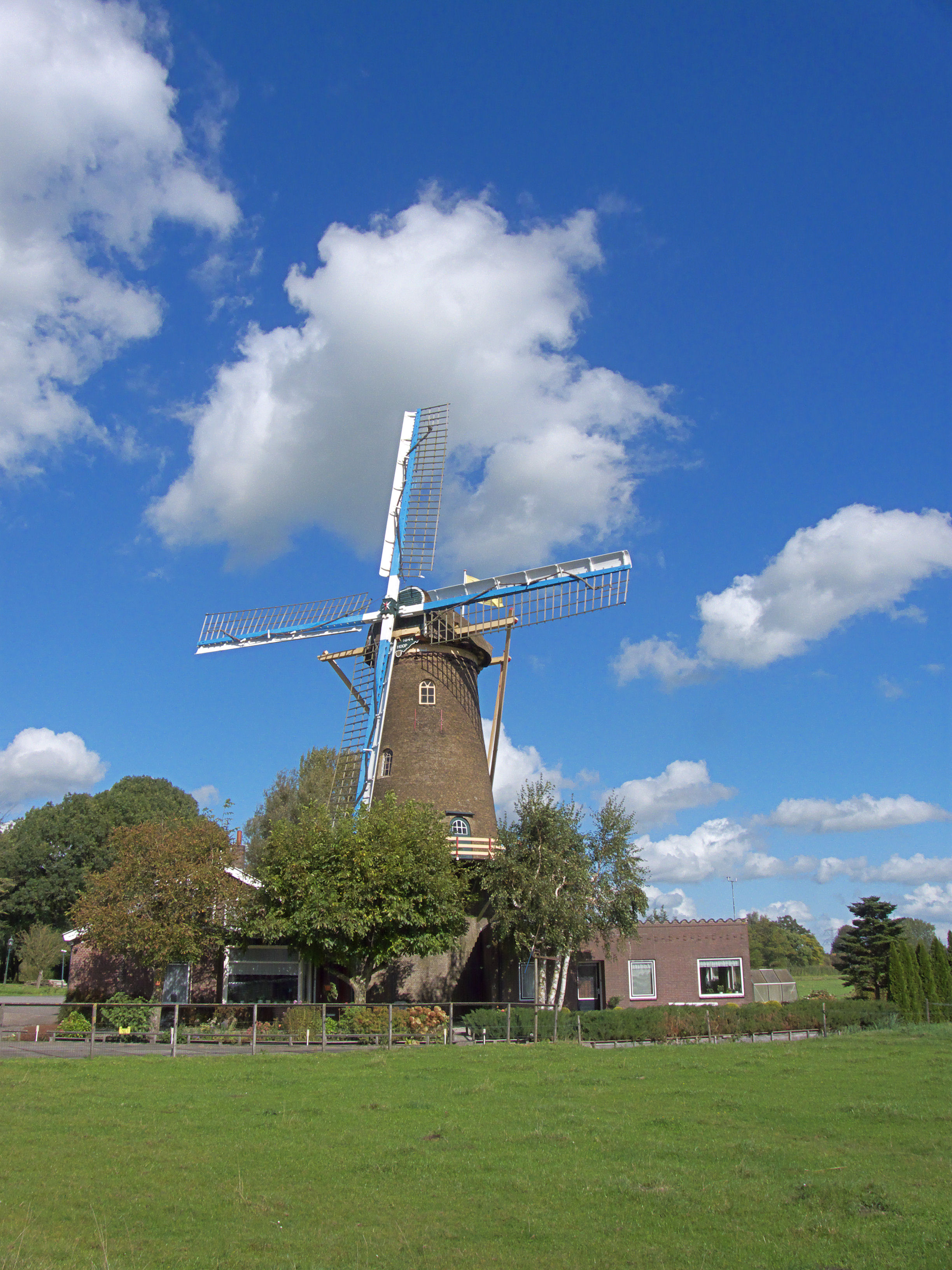
September 2012
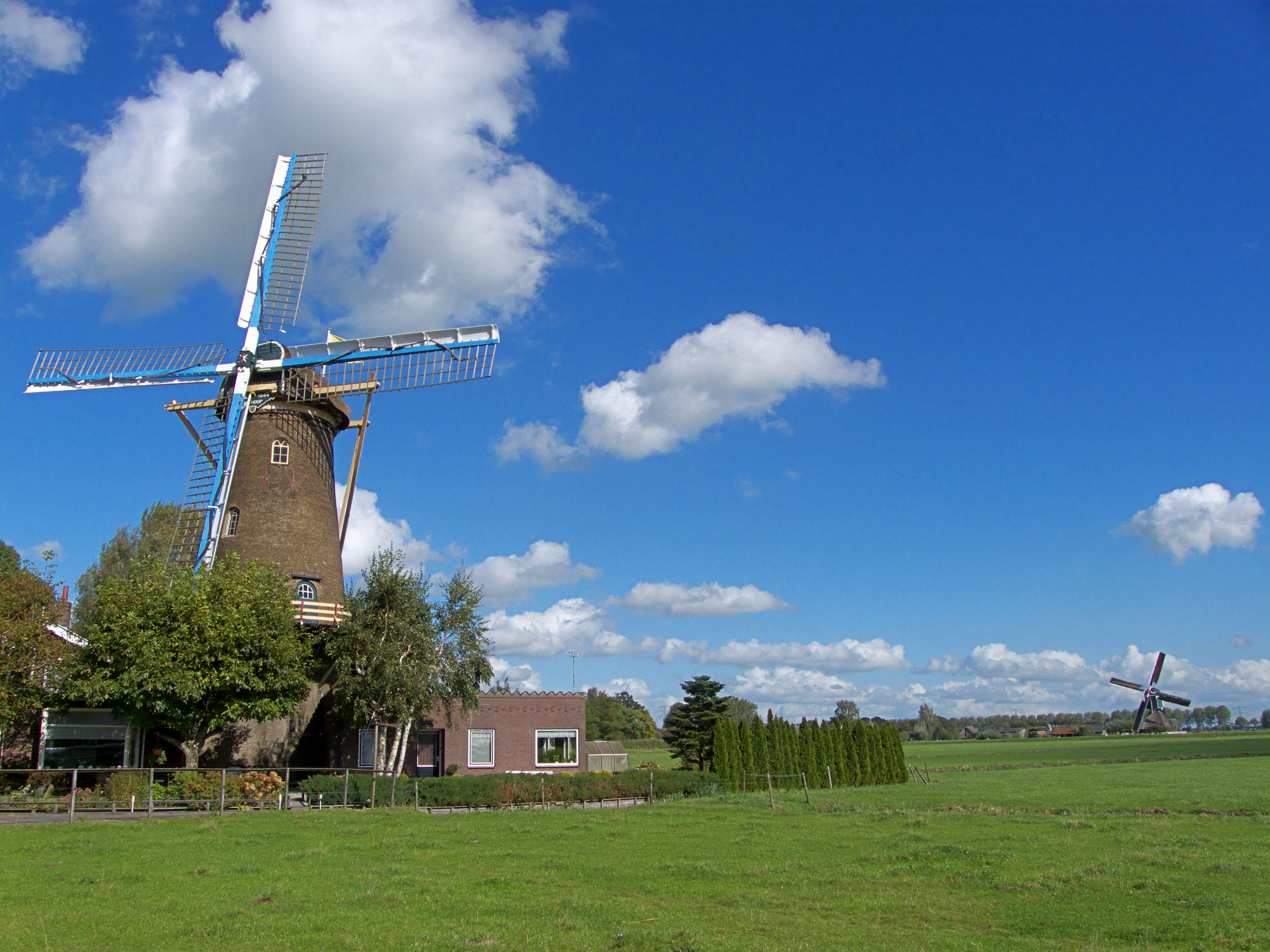
De Hoop (links), Wingerdse Molen (rechts)
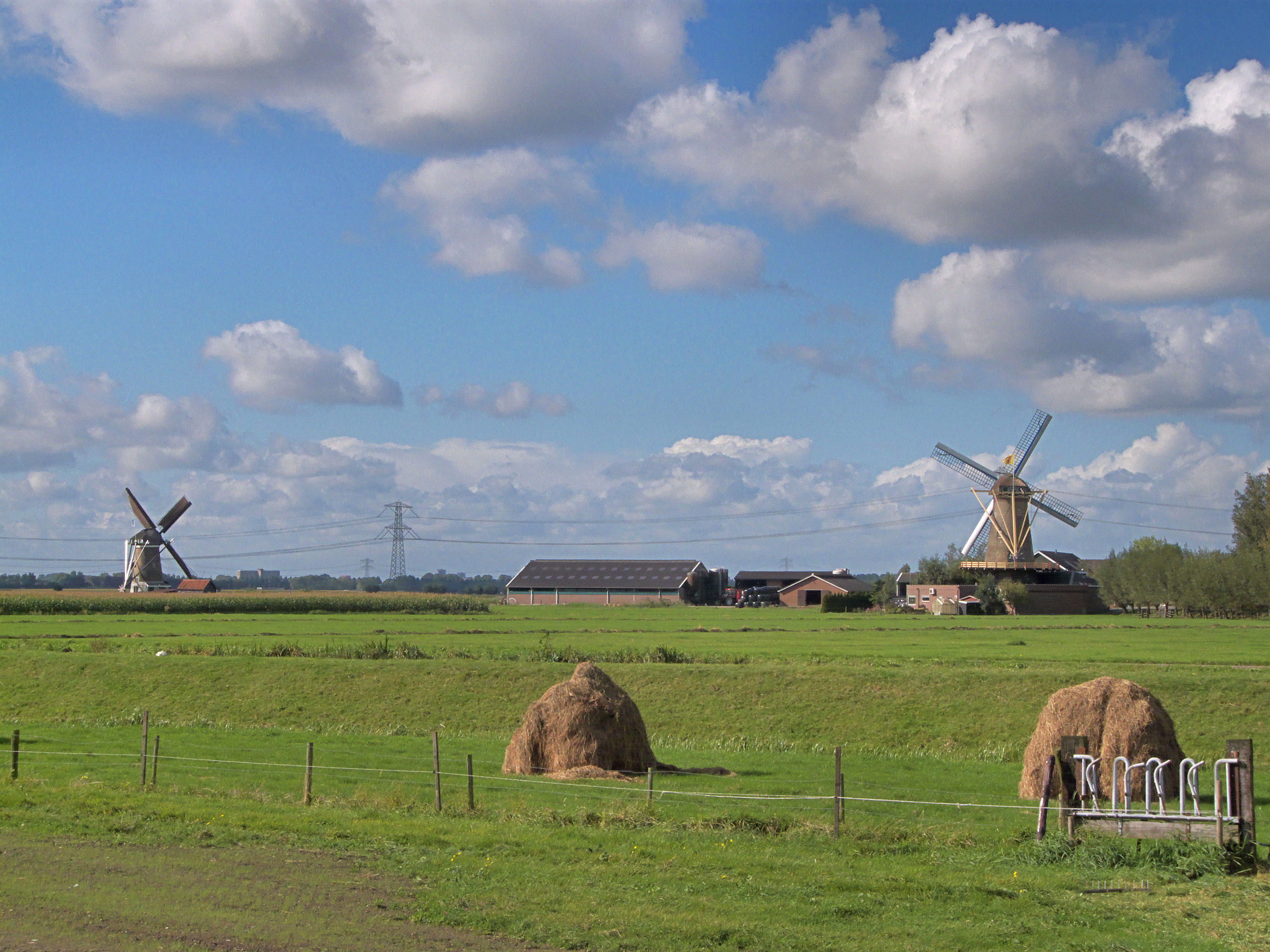
De Hoop (rechts), De Peilmolen (links)
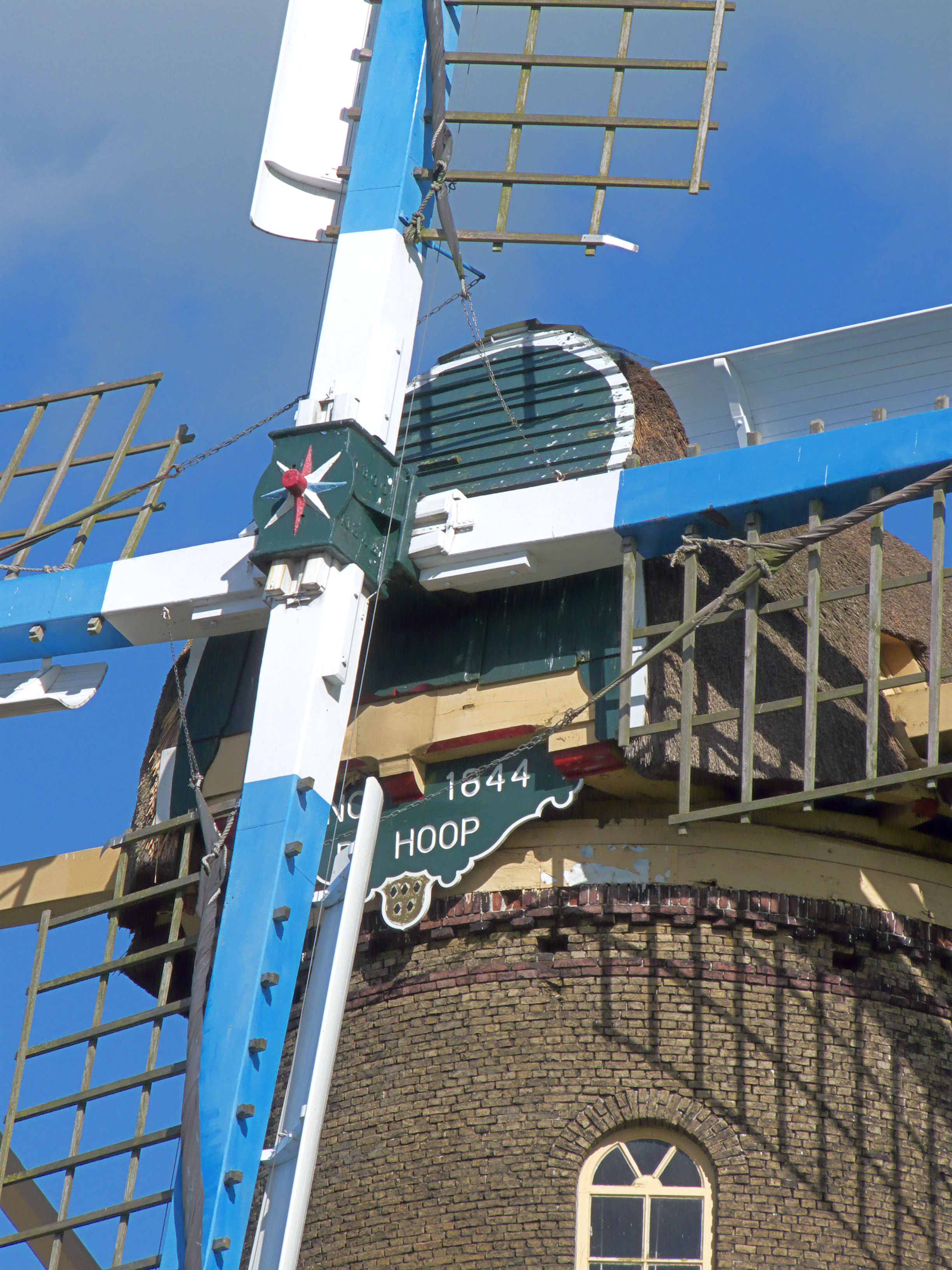
Feynoord-as
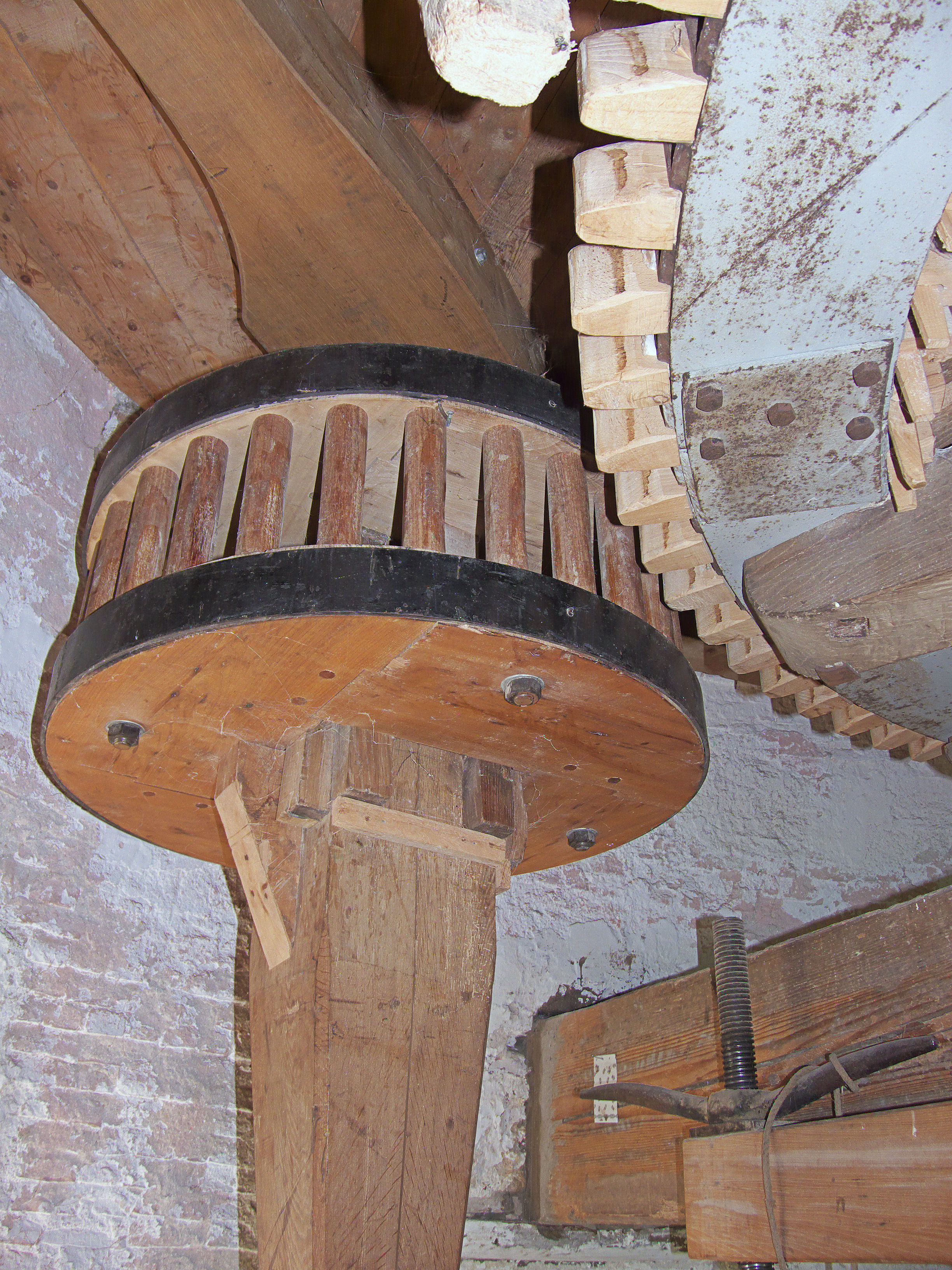
Spoorwiel met ijzeren velg
- Malende molen De Hoop